# Annika Billström

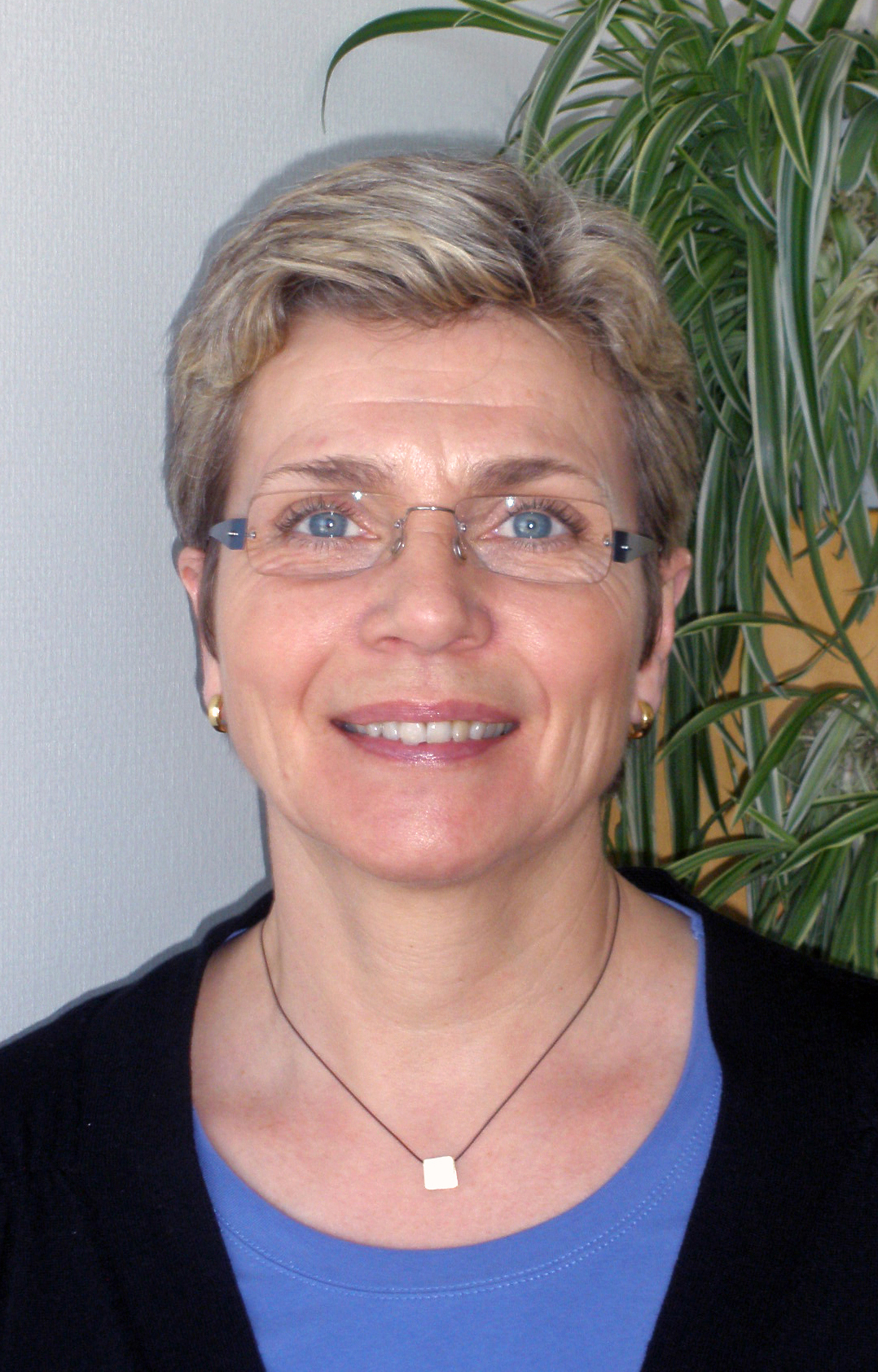
Annika Billström, 2010.

Annika Billström, född 7 april 1956 i Härnösand, är en svensk socialdemokratisk politiker som var finansborgarråd i Stockholms stad från 2002 till valet i september 2006. Hon är gift med Lennart Weiss.

## Biografi
Annika Billström flyttade till Stockholm 1976 och började arbeta som sekreterare hos Stockholms arbetarekommun. Hon var kassör och personalchef vid Handelsanställdas förbund 1987–1994, gatu- och fastighetsborgarråd i Stockholm 1994–1998, efterträdde 1998 Mats Hulth som toppnamn för Socialdemokraterna i Stockholms stad, var oppositionsråd 1998–2002 och finansborgarråd 2002–2006. Hon blev månadens stockholmare i november 2002.
Stockholms arbetarekommun valde enhälligt Carin Jämtin till Annika Billströms efterträdare som oppositionsledare i Stockholms stadshus vid sitt möte den 10 oktober 2006.
Annika Billström övergick 2007 till privat verksamhet då hon tillträdde en tjänst som verkställande direktör för ett rekryteringsbolag inom Wallenbergsfären, specialiserat på rekrytering av nyckelpersoner inom den offentliga sektorn. Billström har uttryckt en strävan om att öka andelen kvinnor på ledande positioner i den offentliga sektorn i sin nya yrkesroll.
Hon var ordförande för de allmännyttiga bostadsföretagens organisation SABO till och med 2007 års utgång.
Våren 2014 nominerades Billström som förbundsordförande för Hyresgästföreningen, men drog sedan tillbaka sin kandidatur. Istället blev det Marie Linder som efterträdde Barbro Engman på ordförandeposten. Senare under 2014 tillträdde Billström istället som tillförordnad regionchef för Hyresgästföreningen i Stockholm, på ett ettårigt förordnande.

## Kontroverser
Annika Billström blev kontroversiell efter att hon inför valet 2002 sade att "det blir inga avgifter nästa mandatperiod och det är ett vallöfte." Vid regeringsförhandlingarna hade dock Miljöpartiet som krav att trängselskatt skulle införas på försök för att de skulle stödja regeringen, varvid Billström gick med på detta. Införandet av trängselskatten trots vallöftet ledde till hård kritik mot Billström, som även utsattes för hot, och vid mandatperiodens slut lämnade hon politiken.
Annika Billström aktualiserades vidare i media 2011 då hon, likt andra tidigare ledande politiker, erhållit ersättning som är tänkt som en överbryggning till nästkommande anställning trots att hon samtidigt erhållit inkomst av näring i form av utdelning från eget konsultbolag.